# Thommi Baake
Thommi Baake (* 14. Dezember 1962 in Arolsen) ist ein deutscher Schauspieler, Komiker, Autor, Entertainer und Sänger.

## Biografie
Baake wurde 1962 im hessischen Arolsen geboren. In Langen (Hessen) verbrachte er ab 1965 die prägenden Kinder- und Jugendjahre mit Schule, Schultheater, Abitur und ersten künstlerischen Schritten. 1980 gründete er mit Freunden die Folkband Landfolk, die internationale Folklore spielte. Nach sechs Jahren Schultheater und Theaterarbeit beim Wandervogel (Bündische Jugend) entschied er sich Schauspieler zu werden. Sein erstes professionelles Gastspiel als Schauspieler hatte er beim Pööt-Theater in Hannover, wohin er inzwischen gezogen war. Danach spielte er 1990 und 1991 am dortigen Klecks-Theater. Seit 1994 spielt er sowohl kleinere als auch größere Rollen in Fernsehserien, Filmen und Comedy-Sendungen.
Im Jahr 1988 startete er eine Solokarriere als Komiker mit seinem ersten Bühnenprogramm Heute schon nachgelacht?

## Filmografie
- 1994: Sonntag + Partner
- 1994: W.P. Anders
- 1995–1996: Sesamstraße
- 1997: Comedian Harmonists
- 1997–2006: Die Rettungsflieger (4 Folgen)
- 1998: Stan Becker – Auf eigene Faust
- 1998: Im Namen des Gesetzes
- 1998–2000: Schloss Einstein
- 1999: Polizeiruf 110: Rasputin
- 2001: Die Wache
- 2001: Love Letters
- 2002: Trautes Heim
- 2002: Wie tauscht man seine Eltern um?
- 2003: Back to Gaya
- 2003: Dann kamst du
- 2003: Im Schatten der Macht
- 2005: Paare
- 2005: Tatort: Schwarzes Herz
- 2006: Sieh zu dass du Land gewinnst
- 2006: Jimdo-Spots (Werbung)
- 2008: Herr Posalla wirds schon richten (Kurzfilm)
- 2013: Flikken Maastricht (Niederländisches Fernsehen)
- 2015: 150 Jahre IHK Hannover (Imagefilm)
- 2015: 125 Jahre Stadtwerke Bad Säckingen (Imagefilm)
- 2018: Drive-Intertatinment (Kurzfilm)
- 2018: Wohnungsgenossenschaft Kleefeld Buchholz (Imagefilm)
- 2016: De Zaak Menten (Niederländisches Fernsehen)

Komiker
- 1994–1995: Quatsch Comedy Club
- 1995: NDR – Spätshow
- 1995: Lippes Lachmix
- 1998: Wir vom Revier
- 1999: Brisco Schneiders Jahrhundert Show
- 1999: RTL Samstag Spät Nachts

## Veröffentlichungen
- Erwin und die Leuchtgiraffen 2010
- Die Rückkehr der Leuchtgiraffen 2012
- Urlaub im Kühlschrank 2014
- Manchmal ist die Geschirrrückgabe einfach nicht zu finden 2016
- Ferien im Flohzirkus 2017
- Fantastiolisch-Verrücktische Märchen 2018

Als Sprecher auf CD und DVD:
- Star Dreamer - Doku über den sowjetischen Regisseur Pavel Klushantsev - 2011
- Der Elefantenjunge - Hörspiel in der DVD-Box von Thommi Baake - 2014
- Stina und Tims Abenteuer im Trollwald" - Hörspiel von Thommi Baake - 2012
- Erwin und die Leuchtgiraffen, Per Augenklappe und Jasenka und das Wasser des Lebens - Drei Hörstücke von Thommi Baake - 2010
- Schnabbeldibabbeldibau 2012 -  Kinderlieder
- Thommi Baake Live - Typical german songs without Atemlos durch die Nacht 2018